# La Quinta Estación
La Quinta Estación, também grafado como La 5a Estación, foi um grupo espanhol de música pop rock radicado no México. Durante maior parte do tempo, foi composto pela vocalista Natalia Jiménez e os guitarristas Ángel Reyero e Pablo Domínguez. O nome da banda surgiu a partir do número de estações do metrô de Madrid que separavam os integrantes iniciais de se reunir para ensaiar, Las Matas até Pozuelo.
Foi criada originalmente por seis membros, que inicialmente se apresentavam em alguns bares da Espanha. Em 2001, a banda assinou com a empresa BMG, que os levaram para o México para gravar seu primeiro álbum de estúdio, Primera Toma. Sven Martín abandonou a banda pouco tempo depois, a fazendo se reestruturar como um trio até 2008, quando Pablo Domínguez também deixou o grupo, posteriormente composto apenas por Natalia e Ángel.
Do álbum de estreia Primera Toma, conseguiram reconhecimento no México graças ao single ¿Dónde irán?, escolhido para ser tema de abertura da segunda temporada da telenovela juvenil Clase 406. Na sequência, lançaram o álbum Flores de alquiler em 2004. Seus dois últimos álbuns foram premiados com o Grammy Latino: El mundo se equivoca de 2006, como melhor álbum vocal de pop, enquanto Sin frenos de 2009 foi premiado como o melhor álbum de pop latino. Em 2010, o grupo anunciou sua separação e Natalia Jiménez seguiu carreira solo.

## História

### Começo
La Quinta Estación formou-se em 2000, integrada inicialmente por seis membros, (Sven Martín, Pablo Domínguez, Miguelo, Carlos León, Mariluz e María Arenas), que praticavam as suas canções em locais de ensaio madrilenhos. Posteriormente, incorporar-se-iam ao grupo Natalia Jiménez e Ángel Reyero. Em finais do ano de 2001, gravam a sua primeira demo com quatro canções e com a participação da formação final do grupo: Natalia (vocal e harmónica), Ángel (guitarra), Pablo (baixo) e Sven (guitarra).
A gravadora Sony BMG México, através do seu então presidente, Antonio Blanco, viajaram para Madrid para oferecer-lhes um contrato discográfico, junto com a oportunidade de viajar ao México para gravar seu primeiro álbum. Finalmente, apenas Natalia, Sven, Pablo e Ángel decidiram cruzar o oceano.

### 2002-2004: Primera toma
Em 2002, saiu a venda o primeiro álbum de estúdio, Primera toma (Tomada um), que não alcançou muito sucesso devido ao desconhecimento da banda.
O single ¿Dónde irán? foi escolhido para ser o tema central na telenovela juvenil Clase 406, feito muito positivo para o grupo e que conseguiu introduzi-los e apresentá-los ante o mercado mexicano. Outros singles seriam Perdición e No quiero perderte, com os quais se colocaram no top dez das rádios mexicanas por muitos meses. Posteriormente, realizam também uma versão do tema Se fossi una donna, intitulada Si yo fuera mujer, que seria a canção principal da banda sonora do filme Dame tu cuerpo. Assim sendo, foram convidados a participar no disco em homenagem aos Hombres G, com a sua versão do tema Voy a pasármelo bien.
Por conflitos internos na banda, Sven abandonou o grupo pouco tempo depois. Finalmente, a discográfica outorgou-lhes outra oportunidade e em 2004 editam Flores de alquiler.

### 2004-2006: Flores de alquiler
Em 2004, La Quinta Estación publica o seu segundo disco no qual incluíram 11 temas inéditos da autoria da banda, chamado Flores de alquiler, que vendeu mais de 500.000 cópias entre México e Estados Unidos principalmente. Também se lançou com êxito em Espanha e conseguiram um disco de ouro.
Produzida por Armando Ávila (produtor também de Ana Torroja, Aleks Syntek, OV7, Natalia Lafourcade, Kabah, entre outros), em Flores de alquiler, a voz de Natalia notava-se mais madura, enquanto que na música também se conseguiram resultados muito positivos.
Os principais singles foram: El sol no regresa, Algo más, Daría e Niña. Com este álbum conseguiram vários prémios e nomeações, como as dos Premios MTV Latinoamérica como "Melhor novo artista no México" e nos "premios Oye!" como melhor grupo espanhol.
Para a banda, o seguinte passo era um desafio cheio de ilusões: dar a conhecer a sua música no seu país de origem - Espanha. A canção “El sol no regresa” abriu-lhes as portas, mantendo-os durante mais de quatro semanas no Top 10 das listas de popularidade das rádios espanholas. Participaram no Mediatic Festival, foram convidados a abrir o concerto de Avril Lavigne no Auditorio del Parque Ferial Juan Carlos I e foram parte da La Gira de la Zona 40 do grupo de rádio Los 40 principales, onde visitaram várias cidades como A Corunha, Oviedo, Santander, Bilbao, San Sebastián, Alicante, Cartagena, Granada, Málaga, entre outras. Realizaram várias visitas promocionais, além de oferecer concertos em distintas províncias espanholas.
A canção Algo más foi utilizada como tema de abertura da telenovela Inocente de ti, junto ao tema de mesmo nome do cantor Juan Gabriel. O tema apenas foi usado como abertura da primeira transmissão pela Univision, sendo que nas outras emissoras foi utilizado o tema de Juan Gabriel. No mesmo ano, a banda também atuou em um episódio da primeira temporada de Rebelde.
O feito e os reconhecimentos com o álbum Flores de Alquiler foram inumeráveis: conseguiram o Disco de Dupla Platina no México pelas mais de 200.000 cópias vendidas e nos Estados Unidos receberam Disco de Platina também por mais de 200.000 cópias. Obtiveram importantes reconhecimentos como os prémios Billboard na categoria Latin Pop Airplay do ano, nova geração” pelo tema Algo más; “Melhor canção rock do ano” da ASCAP (The American Society of Composers, Authors and Publishers) dos Estados Unidos, também “O prémio do público 2005” na categoria “Grupo latino do ano” (premio outorgado pelos telespectadores do canal Ritmoson Latino). O êxito do disco viu-se reflectido no concerto que ofereceram no teatro Metropolitan da Cidade do México.
No final do mesmo ano, a banda realizou o seu primeiro disco acústico, que contém êxitos como Perdición, Daría, El sol no regresa, Algo más e Niña, em versões gravadas ao vivo. Editaram-se em duas apresentações CD+DVD e DVD+CD, que contêm o concerto acústico, fotos exclusivas, biografia da banda e os vídeos das músicas El sol no regresa, Algo más, Daría, e Niña. Com este álbum conseguiram o Disco de Platina no México pelas mais de 100.000 de cópias vendidas e nos Estados Unidos conseguiram o Disco de Ouro (50.000 cópias).

### 2006-2009: El mundo se equivoca

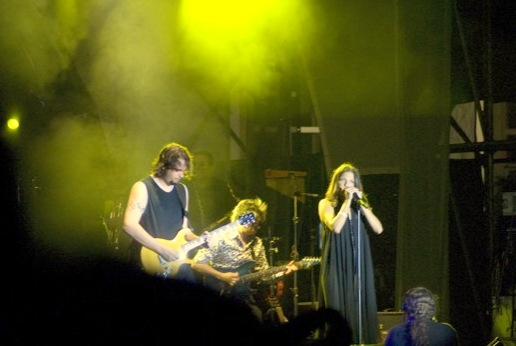
Pablo, Ángel e Natalia em um show de 2008.

Em 2006 a banda publica o seu terceiro disco, El mundo se equivoca. Com este novo trabalho conseguem o verdadeiro êxito em Espanha; o seu primeiro single Me muero catapultou o álbum até ao número 3 da lista de vendas espanholas. 
Como consequência deste êxito, realizaram uma turné por Espanha com mais de 45 datas durante todo o Verão de 2007 e 14 actuações mais em Dezembro desse mesmo ano e conseguem o seu primeiro disco de platina em Espanha. Além do mais, El mundo se equivoca converteu-se no quinto disco mais vendido de 2007, com mais de 100.000 cópias vendidas. No México alcançam a categoria de disco de platina e disco de ouro por mais de 150.000 cópias vendidas. A nível mexicano posicionam-se em quarto lugar de vendas de acordo com a lista da AMPROFON. Nos Estados Unidos e na Venezuela também conseguem o disco de platina.
Em Novembro de 2007 lançam uma reedição do disco chamada El mundo se equivoca y algo más e a sua Caja de Éxitos, um álbum recopilatório de toda a sua trajectória. Terminam o ano conseguindo 6 prémios, Grammy Latino para o Melhor Álbum Vocal Pop Duo ou Grupo (El mundo se equivoca), Premio Ondas 2007 ao Melhor Grupo Latino, Premio Amigo ao Artista Revelação e 3 Premios Principales: Artista Revelação, Melhor Álbum (El mundo se equivoca) e Melhor Canção (Me muero).
Em finais de 2008, correm os rumores sobre a má relação entre Pablo com Natalia e Ángel, e sobre a sua suposta separação. No mesmo ano, Sven processou o grupo por supostamente continuar usando o nome que ele mesmo registrou. Em uma entrevista de 2023, Natalia declarou que Sven perdeu o processo.

### 2009: Sin frenos

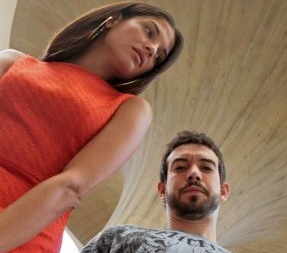
Natalia e Ángel foram os dois únicos membros que permaneceram na banda até a separação em 2010.

Após finalizar a turnê de shows do álbum El mundo se equivoca, a banda començou a trabalhar em seu novo álbum de estúdio.  No final de 2008, foi confirmado que Pablo estava deixando La Quinta Estación, após sete anos com o grupo. Natalia e Ángel continuaram trabalhando no novo álbum. Posteriormente, o duo deu a conhecer que a sua nova produção chamar-se-ia Sin frenos e que sairia à venda em Março de 2009. O primeiro single do álbum, Que te quería, foi levado às rádios a 5 de Janeiro e conseguiu alcançar o número um tanto no México como em Espanha. Dias antes do lançamento do disco, Natalia cancelou o casamento com seu novio Antonio. Posteriormente, ela declarou que o matrimônio "frearia sua carreira". Em abril, a banda recebeu um reconhecimento pelo milhão e meio de álbuns vendidos ao longo da sua carreira.

### 2010: Separação
No início de 2010, surgiram fortes rumores sobre a separação do grupo, devido a algumas declarações mal interpretadas pela cantora, que posteriormente negou, afirmando que ambos os membros estavam iniciando projetos alternativos ao grupo mas que a La Quinta Estación não estava se desintegrando. Vários meios de comunicação anunciaram a dissolução da banda, como o fez o jornalista espanhol Rafael Cano, em seu programa de rádio Día as tal na estação Cadena Dial, onde declarou que "o guitarrista Ángel Reyero continuaria na composição e produção para outros artistas, enquanto a vocalista Natalia Jiménez pensaria em uma carreira como solista. Além disso, eles têm uma ação judicial pendente sobre o nome do grupo de um ex-integrante." Finalmente, em fevereiro de 2010, em uma apresentação de seu álbum Sin frenos na Venezuela, Natalia Jiménez anunciou à mídia que o grupo se separaria: "É um passo natural. Não é abandonar Ángel. Ele já sabe disso. E nada, todos estão avisados. É uma evolução natural. Vamos apresentar nosso álbum Sin frenos na Venezuela, já que não tivemos oportunidade de trazê-lo aqui".
Com Sin frenos, La Quinta Estación saiu com uma indicação ao Grammy Latino de Melhor Álbum Pop, dois prêmios do Prêmio Lo Nuestro de Melhor Álbum Pop e Grupo Pop ou Duo do Ano, e também foram vencedores do Prêmio Grammy de Melhor Álbum Pop Latino, à frente de artistas como Paulina Rubio, Ricardo Arjona, Natalia Lafourcade e Francisco Céspedes, consagrando o álbum como o de maior sucesso da banda.
Natalia lançou em 28 de junho de 2011 seu primeiro álbum solo, chamado Natalia Jiménez, enquanto Pablo Domínguez juntou-se a um novo grupo musical chamado Varsovia. O grupo afirmou que se encontrariam novamente depois de um tempo com a possibilidade de gravar um novo álbum ou fazer uma turnê juntos.
Em 2015, em entrevista ao El Popular do Peru, antes de sua apresentação em Lima, Natalia comentou: "A separação foi mais por rotina do que por algumas diferenças. Chegamos aos 10 anos juntos e estávamos cansados, queríamos fazer coisas diferentes.”

### 2023-2024: Polêmica de novo grupo e retorno da banda em turnê
Em 2023, Pablo Domínguez e Sven Martín, ex-integrantes da La Quinta Estación, se reuniram para um novo grupo, intitulado Cinco Estaciones, junto com a cantora argentina Karito Volpe. Em entrevista, destacaram que "Há mais de 12 anos que queríamos reunir a banda novamente e não foi possível. Esta é outra banda e outro grupo musical. Não queremos problemas, só queremos fazer música". No entanto, em um post do Instagram, Natalia Jiménez apresentou um documento no qual Sven e Pablo haviam pedido a marca da banda, e acusou os dois ex-integrantes de estarem se apropriando dela, mentindo à mídia, e assegurou um retorno do grupo em uma turnê prevista para 2024.
Em uma entrevista, Natalia Jiménez declarou que a dissolução do grupo foi por conta do complexo de grandeza do agente da banda: "Lembro-me de dois momentos difíceis. Quando tivemos muito trabalho com La Quinta Estación. Foi tanto que não gostava mais e comecei a odiar o que fazia. Você tem 130 shows por ano e muita promoção, mas não tem vida, nem amigos nem família. Eram condições de trabalho que quase beiravam a exploração." Além disso, a cantora afirmou que Pablo assinou um documento ao sair do grupo, no qual cedeu seu nome e direitos em troca de uma grande quantia em dinheiro que foi paga a ele e a Sven na mesma medida, sendo que este último até entrou com uma ação alegando que era o único dono do nome, mas perdeu a causa, e que estavam pedindo de novo com o Cinco Estaciones. Devido à pressão da cantora, a nova banda acabou se retirando da mídia.
Em fevereiro de 2024, durante sua turnê do álbum Antología, na qual comemora seus 20 anos de carreira e inclui as principais músicas da La Quinta Estación, Natalia foi perguntada sobre o retorno da banda, e declarou que ainda estavam decidindo o que iria acontecer. Três meses depois, em outro post do Instagram, Natalia agradeceu Ángel porque, graças à ele, a banda foi recolocada no palco depois de mais de dez anos, como parte de sua turnê Antología 20 Años em Madrid.

## Integrantes

### Formação original
- Sven Martín - (2000-2003)
- Miguel A. Pascual - (2000-2001)
- Carlos León - (2000-2001)
- Mariluz Peñalver - (2000-2001)
- María Arenas - (2000-2001)
- Pablo Domínguez - (2000-2008)

### Formação de 2001-2003
- Natalia Jiménez - Voz e harmônica (2001-2010)
- Ángel Reyero - Guitarra (2001-2010)
- Pablo Domínguez - Baixo (2000-2008)
- Sven Martín - Guitarra (2000-2003)

### Formação de 2003-2008
- Natalia Jiménez - Voz e harmônica (2001-2010)
- Ángel Reyero - Guitarra (2001-2010)
- Pablo Domínguez - Baixo (2000-2008)

### Formação final
- Natalia Jiménez - Voz e harmônica (2001-2010)
- Ángel Reyero - Guitarra (2001-2010)

## Discografia

### Álbuns de estúdio
- Primera toma (2001)[34]
- Flores de alquiler (2004)[35]
- El mundo se equivoca (2006)[36]
- Sin frenos (2009)[37]

### Álbuns ao vivo
- Acústico (2005)[38]
- Directo desde Madrid (2008)[39]

### Álbuns recopilatórios
- Caja de éxitos (2007)[40]

## Turnês Principais
- 2004: Flores de alquiler Tour[41]
- 2006: El mundo se equivoca Tour[42][43]
- 2009: Sin frenos Tour[44]

## Videografia
| Ano  | Música                      | Participação | Álbum                |
| ---- | --------------------------- | ------------ | -------------------- |
| 2002 | ¿Dónde irán?                | Nenhuma      | Primera toma         |
| 2002 | Perdición                   | Nenhuma      | Primera toma         |
| 2003 | No quiero perderte          | Nenhuma      | Primera toma         |
| 2004 | El sol no regresa           | Nenhuma      | Flores de alquiler   |
| 2005 | Algo más                    | Nenhuma      | Flores de alquiler   |
| 2005 | Daría                       | Nenhuma      | Flores de alquiler   |
| 2005 | Niña                        | Nenhuma      | Flores de alquiler   |
| 2006 | Perdición                   | Nenhuma      | Acústico             |
| 2006 | Tu peor error               | Nenhuma      | El mundo se equivoca |
| 2006 | Me muero                    | Nenhuma      | El mundo se equivoca |
| 2007 | Sueños rotos                | Nenhuma      | El mundo se equivoca |
| 2008 | La frase tonta de la semana | Nenhuma      | El mundo se equivoca |
| 2009 | Que te quería               | Nenhuma      | Sin frenos           |
| 2009 | Recuérdame                  | Marc Anthony | Sin frenos           |

## Prêmios otorgados
| Ano  | Prêmio            | Categoria           | Nomeação             | Resultado | Ref.   |
| ---- | ----------------- | ------------------- | -------------------- | --------- | ------ |
| 2006 | Billboard         | Tema Pop Latino     | Algo más             | Venceu    | [ 11 ] |
| 2007 | Grammy Latino     | Melhor Álbum Vocal  | El mundo se equivoca | Venceu    | [ 14 ] |
| 2010 | Premio Lo Nuestro | Melhor Álbum Pop    | Sin frenos           | Venceu    | [ 45 ] |
| 2010 | Premio Lo Nuestro | Grupo Pop do Ano    | La Quinta Estación   | Venceu    | [ 45 ] |
| 2010 | Grammy            | Melhor Álbum Latino | Sin frenos           | Venceu    | [ 46 ] |